# 流山中央病院
流山中央病院（ながれやまちゅうおうびょういん）は、千葉県流山市にある医療機関。
医療法人社団曙会が開設する総合病院である。

## 概要
流山中央病院は多くの大学病院とも連携を密にし、多数の派遣医を招聘するとともに、最先端の医療機器を揃え、地域のみなさまに信頼される中核病院としての役割を担っていけるよう目指している。
病院理念は「病める人を愛し 誠実な診療を心がけ 地域の開かれた窓となろう」である。

## 沿革
- 1978年3月 - 流山中央病院開設 49床
- 1984年10月 - 80床に増床
- 1987年6月 - 医療法人社団曙会設立設立
- 1988年3月 - 100床に増床
- 1995年7月 - 111床に増床
- 1997年6月 - 療養型病床群を併設
- 2005年10月 - 西館増設
- 2005年11月 - 西館病棟開設
- 2009年10月 - 156床に増床
- 2016年1月 -  検査等開設
- 2020年4月 -  脳卒中センター開設

## 診療科
- 総合外来
- 内科
- 呼吸器内科
- 消化器内科
- 糖尿病内科
- 内分泌内科
- 外科
- 消化器外科
- 肛門外来
- 整形外科
- 脳神経外科
- 形成外科
- 皮膚科
- 泌尿器科
- 眼科
- 麻酔科
- リハビリテーション科
- 放射線科

## 医療機関の指定等
- 救急告示病院
- 保険医療機関
- 療養取扱機関
- 結核予防法による医療機関
- 生活保護法による医療機関
- 労働者災害補償保険法による医療機関
- 原子爆弾被爆者法による医療機関

## 基本方針
- 患者様の視点に立った診療を心がけよう
- 患者様から選ばれる病院になるよう心がけよう
- 自分の仕事に『自信、誇り、生きがい』をもって、仕事ができるようになろう
- 急性期から慢性期、在宅期、施設入所期まで、一貫した診療を心がけよう

## 付属診療所・併設施設
- 特別養護老人ホーム　あざみ苑
- 特別養護老人ホーム　はまなす苑
- ケアハウス　サンライズ流山
- 特定施設入居者生活介護　アンジュカ初石
- 特別養護老人ホームでいご
- あけぼの保育園
- せれの整形外科クリニック柏の葉

## 交通アクセス
東武アーバンパークライン・初石駅 から徒歩9分